# Cyclosa norihisai
Cyclosa norihisai là một loài nhện trong họ Araneidae.
Loài này thuộc chi Cyclosa. Cyclosa norihisai được miêu tả năm 1992 bởi Tanikawa.